# 片野鴨池

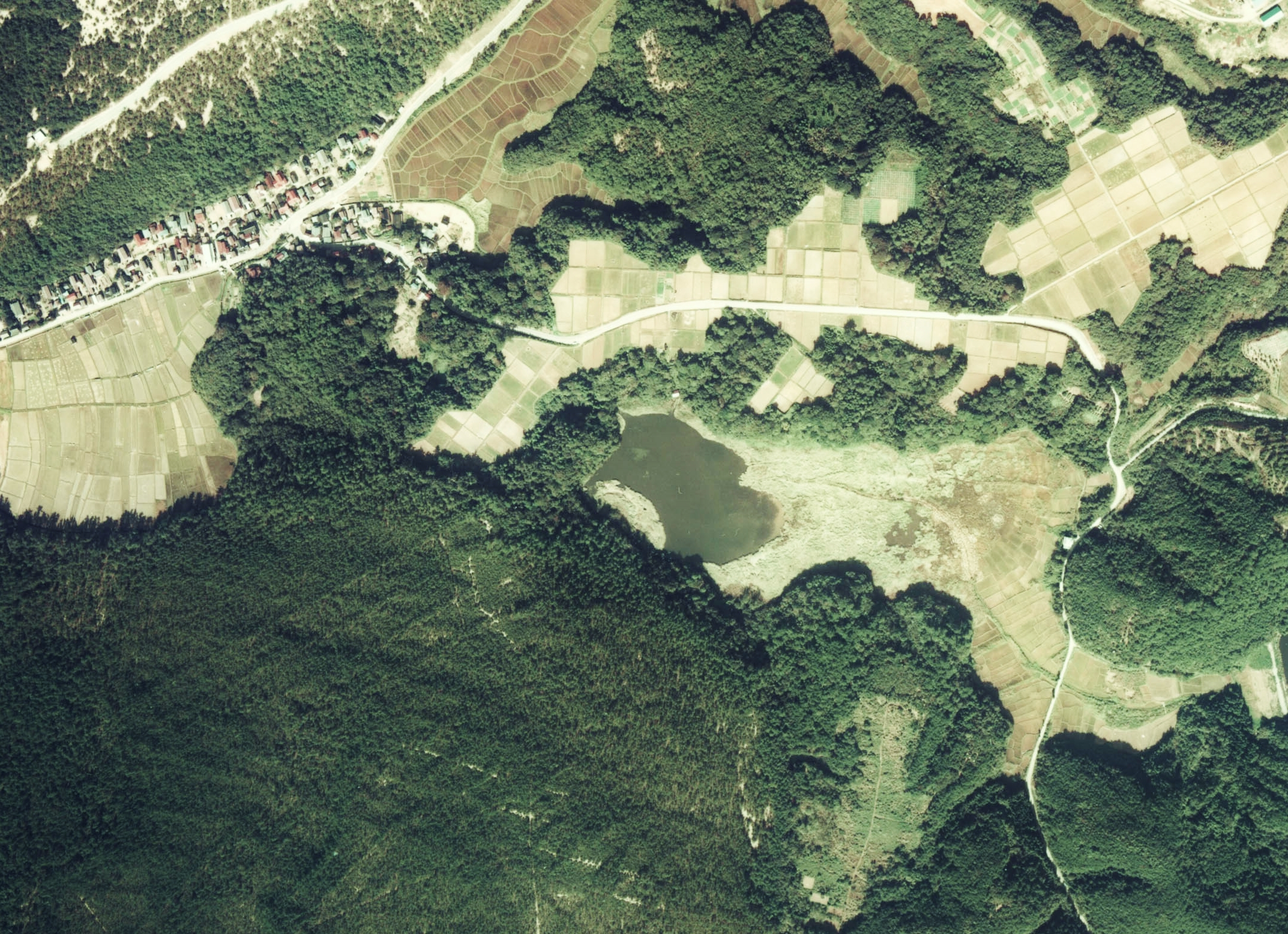
片野鴨池周辺の空中写真。画像中央が片野鴨池。池の東側（右）に湿地が広がる。1975年撮影。
。

片野鴨池（かたのかもいけ）は、石川県加賀市にある広さ約1.5haの池である。
1993年（平成5年）6月10日に周辺を含む10haが、ラムサール条約の登録湿地となり、同年11月1日に国指定片野鴨池鳥獣保護区（集団渡来地）に指定された（面積10ha、全域が特別保護地区）。
また、越前加賀海岸国定公園に含まれているとともに、2010年3月25日に鴨池として農林水産省ため池百選に選定された。

## 概要
池の周囲は水田や砂丘、松林が広がり、水田は収穫が終わると水を一杯に張るために実質的な面積は数倍に広がる。マガモ、トモエガモ、マガン、ヒシクイなどの越冬地となっており、オオタカやオジロワシの生息地でもある。
そのため、周辺では原則禁猟であるが、後述の坂網猟という古式の猟法でのみ解禁される。

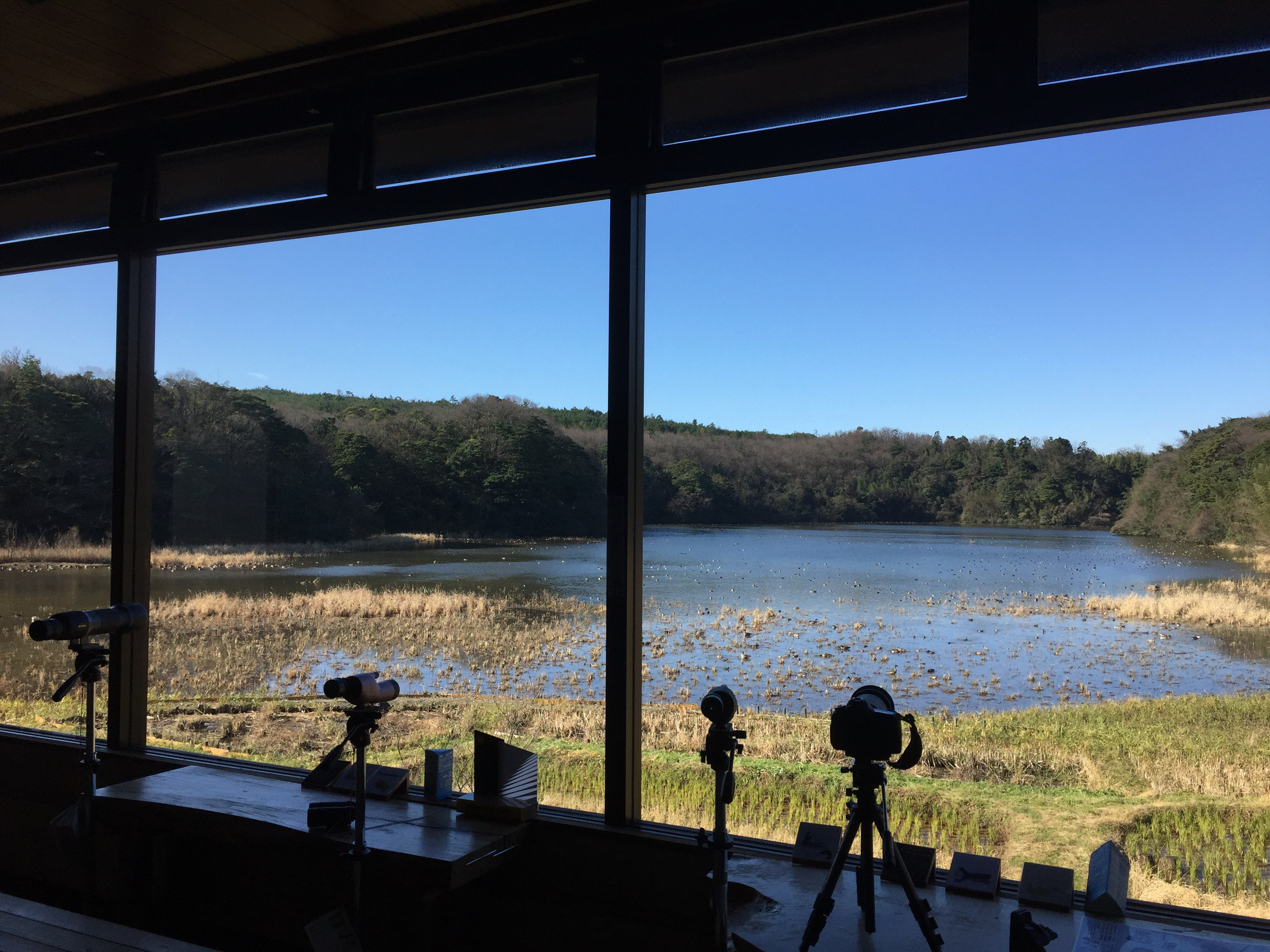
鴨池観察館よりの風景
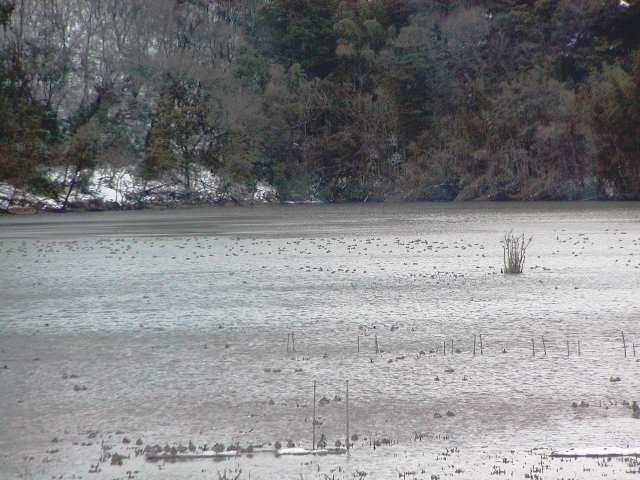
雪景色の片野鴨池(2005年1月)

## 坂網猟
坂網猟（さかあみりょう）は、江戸時代（元禄年間）に大聖寺藩士 村田源右衛門によって始められた猟法で、それ以降は大聖寺藩が武士の鍛錬のため推奨された。池周辺の小高い位置（坂場と言う）から、熊手状の網を上方に高く投げ上げて鴨を獲る。江戸時代は武士のみが行うことが出来たが、明治時代に開放された。

## 観察施設
指定管理者である日本野鳥の会によって鴨池観察館が管理運営されており、レンジャーが常駐していて野鳥等や周辺の自然について解説を行っている
。

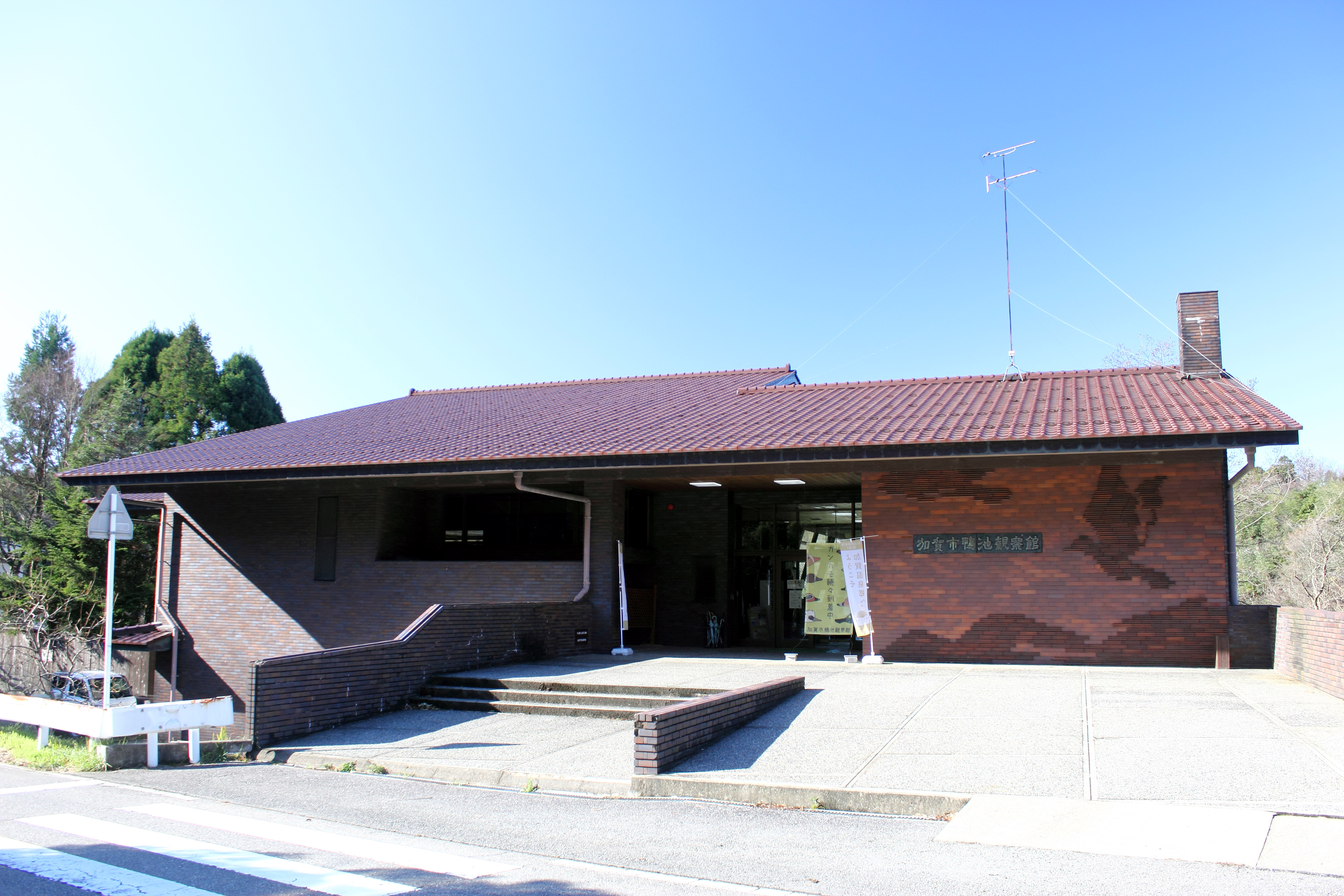
加賀市鴨池観察館
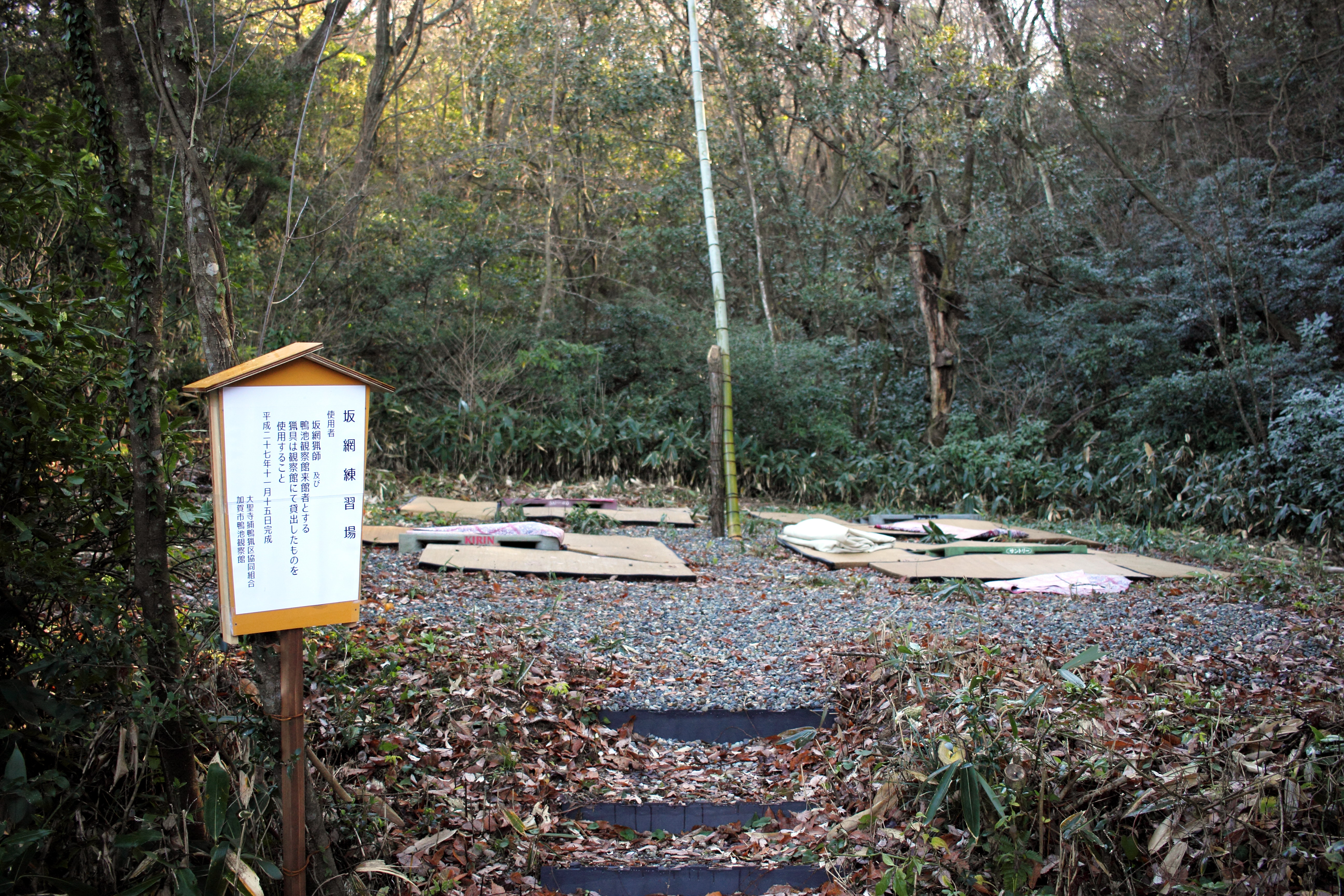
坂網練習場

## アクセス
- IRいしかわ鉄道線･ハピラインふくい線大聖寺駅 車で約10分。
- JR西日本北陸新幹線加賀温泉駅 車で約15分。
- 北陸自動車道加賀IC 車で約10分
- JR加賀温泉駅から市内循環バス「CANBUS（キャン・バス）」「海まわり線」乗車、「鴨池観察館」停留所。約48分。逆に加賀温泉駅までは約51分。